# Herbert Eiteljörge
Herbert Eiteljörge (* 27. November 1934; † 2. Oktober 2014) war ein deutscher Fußballtorwart. Er hat von 1954 bis 1963 in der damals erstklassigen Fußball-Oberliga West für die Vereine Duisburger SpV (1954/55) und Preußen Münster (1955/56 bis 1962/63) insgesamt 204 Oberligaspiele absolviert. In der Debütrunde der Fußball-Bundesliga, 1963/64, kam er für Münster in 26 Ligaspielen zum Einsatz. Mit 40 weiteren Einsätzen in der zweitklassigen Fußball-Regionalliga West beendete er seine Laufbahn. 

## Laufbahn
Die höherklassige Karriere von Eiteljörge begann 1953 beim Duisburger SpV in der 2. Liga West. Mit dem westdeutschen Altmeister gewann er die Meisterschaft und damit den Aufstieg in die Oberliga West. Hinter Stammtorhüter Josef Broden hatte das junge Torhütertalent unter Trainer Fred Harthaus drei Ligaspiele bestritten. Nach dem Aufstieg der Duisburger in die Oberliga West bestritt er für den Neuling 1954/55 an der Seite von Mitspielern wie Willi Koll und Ernst Wechselberger 20 Spiele und der DSV erreichte den 4. Rang. Danach wechselte er zum SC Preußen 06 Münster. In seiner ersten Preußenrunde, 1955/56, rangierte er hinter Philip Gerberink (20 Spiele) und Herbert Prott (8 Spiele) mit zwei Einsätzen auf dem dritten Rang der Torhüterhierarchie der Preußen. In den letzten zwei Rundenspielen konnte er erstmals sein Können in Münster zeigen: Am 22. April beim 2:0-Heimerfolg gegen Borussia Dortmund und am 29. April 1956 bei einer 0:1-Heimniederlage gegen den FC Schalke 04. Nach einem Jahr stand Eiteljörge ab 1956 fast immer im Tor der Preußen und war die unumstrittene Nummer 1 und sicherer Rückhalt der Adlerträger. Er absolvierte bis 1963 weitere 182 Oberligaspiele. In der Runde 1959/60 kämpfte er mit Münster um den Klassenerhalt und er erwies sich dabei wiederholt als „Turm in der Schlacht“. Der SCP hatte den Klassenerhalt seinem Keeper zu verdanken. Nach Rundenende 1961/62 erlebte Eiteljörge mit seinen Mannschaftskollegen eine vierwöchige Reise nach Südamerika mit Testspielen gegen die Nationalmannschaften von Argentinien, Chile und Uruguay.
Mit dem 4. Rang in der letzten Oberligarunde 1963/64 qualifizierte er sich mit den Preußen für die Bundesliga zur Saison 1963/64. Mit nur 32 Treffern kassierte die Preußen-Abwehr die wenigsten Gegentore der Liga. Die Fußball-Fachpresse attestierte dem Münsteraner Abwehrblock mit Keeper Eiteljörge, Kania und Tybussek „Bundesligareife“: „Preußen Münster hat zur Zeit die stärkste Hintermannschaft im Westen.“
In die neue Herausforderung Fußball-Bundesliga startete Preußen Münster am 24. August 1963 mit einem Heimspiel gegen den favorisierten Nordserienmeister Hamburger SV, in deren Reihen das deutsche Fußballidol dieser Zeitphase, Mittelstürmer Uwe Seeler, herausragte. Vor 30.000 Zuschauern errang der HSV ein glückliches 1:1. Die Preußen-Defensive war in gewohnter Formation mit Eiteljörge im Tor, dem Verteidigerpaar Heinz-Rüdiger Voß und Helmut Tybussek, sowie der Läuferreihe mit Dagmar Drewes, Klaus Bockisch und Werner Lungwitz angetreten und hatte ihre Aufgabe gegen den HSV-Angriff zufriedenstellend erfüllt. Eiteljörge war auch in der Saison 1963/64 Stammtorhüter und stand in 26 der 30 Bundesligaspiele im Tor der Preußen. In den anderen vier Partien wurde Dieter Feller eingesetzt. Den sofortigen Abstieg von Münster, mit einem Punkt Rückstand zu Hertha BSC und dem Karlsruher SC, konnte keiner der beiden Torhüter verhindern.
Anschließend kam Herbert Eiteljörge in der Regionalliga West noch zu 40 Einsätzen. Die angestrebte Bundesligarückkehr glückte aber nicht. Bis 1969 stand er im Kader der Münsteraner.
Nach seiner aktiven Spielerlaufbahn trainierte der ausgebildete Sportlehrer unter anderem den Lüner SV in der zweitklassigen Fußball-Regionalliga West (1969/70 errang er mit dem LSV den 6. Rang) und war später Schiedsrichterbetreuer des SC Preußen 06.

## Statistik
- 204 Spiele in der Oberliga West (20 für den Duisburger SpV, 184 für Preußen Münster)
- 26 Spiele in der Bundesliga für Preußen Münster
- 40 Spiele in der Regionalliga West für Preußen Münster